# Kraven’s Last Hunt
Kraven’s Last Hunt (с англ. — «Последняя охота Крейвена»), также известна как Fearful Symmetry (с англ. — «Ужасающая симметрия») — сюжетная линия комиксов о Человеке-пауке, опубликованная издательством Marvel Comics в 1987 году. Серия, авторами которой стали писатель Джей Эм Деметтьес и художник Майк Зек, описывает финальную схватку между Человеком-пауком и одним из его врагов — Крейвеном-охотником. Сюжетная линия разворачивается в шести выпусках: Web of Spider-Man #31-32, The Amazing Spider-Man #293-294 и Spectacular Spider-Man #131-132. По мотивам этих комиксов были написаны графический и литературный роман в 2016 году, а также выйдет фильм — «Крейвен-охотник» (2024).

## Сюжет
В начале повествования суперзлодей Крейвен-охотник сходит с ума от своей неспособности справиться со своими врагами. Он рождает преступный план, с помощью которого казалось бы побеждает Человека-паука и убивает его выстрелом из ружья. Крейвен хоронит его, а сам надевает его чёрный костюм и выдаёт себя за Человека-паука, начав вершить собственное правосудие.
По всему Нью-Йорку он жестоко расправляется с преступниками, в том числе, по совпадению, с теми, что напали на Мэри Джейн Уотсон, жену Питера Паркера (Человека-паука). Кульминацией супергеройской деятельности Крейвена становится самоличный захват суперзлодея Паразита, в то время как Паркер пользовался помощью Капитана Америки, чтобы победить Паразита. Спустя две недели Питер Паркер, будучи похороненным в могиле, приходит в себя после транквилизатора Крейвена. Паркеру удаётся выбраться из могилы и когда он добирается до Крейвена и нападает на него, тот не сопротивляется, считая себя победителем.
Крейвен освобождает захваченного им Паразита, который атакует Человека-паука, надеясь побить его также жестоко, как он побил его. Человек-паук терпит поражение от Паразита, и, когда тот уже готовится его убить, вмешивается Крейвен, спасая жизнь Питера. Он позволяет Паразиту уйти и предлагает Человеку-пауку отправиться за ним, если он захочет, но сам Крейвен останется здесь, так как его дни жизни заканчиваются, и это была его последняя охота на Человека-паука. Человек-паук уходит, а Крейвен отправляется домой, вспоминает о своём прошлом и совершает самоубийство при помощи дробовика. Человек-паук находит Паразита и побеждает его при помощи хитрости, а позже возвращается домой к жене и залечивает раны.

### Коллекционные издания
| Название                                        | Включенные материалы                                                                        | Дата          | ISBN               |
| ----------------------------------------------- | ------------------------------------------------------------------------------------------- | ------------- | ------------------ |
| Kraven’s Last Hunt                              | Web of Spider-Man #31-32, The Amazing Spider-Man #293-294 и Spectacular Spider-Man #131-132 | март 2007     | ISBN 0-7851-2330-X |
| Spider-Man: Kraven’s First Hunt                 | The Amazing Spider-Man #564-567                                                             | апрель 2009   | ISBN 0785132163    |
| Spider-Man: Kraven’s Last Hunt Premiere HC      | Web of Spider-Man #31-32, The Amazing Spider-Man #293-294 и Spectacular Spider-Man #131-132 | сентябрь 2006 | ISBN 0785124004    |
| Spider-Man Fearful Symmetry: Kraven’s Last Hunt | Web of Spider-Man #31-32, The Amazing Spider-Man #293-294 и Spectacular Spider-Man #131-132 | декабрь 1991  | ISBN 0871355523    |
| Spider-Man: Kraven’s Last Hunt                  | Web of Spider-Man #31-32, The Amazing Spider-Man #293-294 и Spectacular Spider-Man #131-132 | август 2008   | ISBN 0785134506    |